# 严格条件
在逻辑中，严格条件是遵照来自模态逻辑的必然性算子行事的实质条件。对于任何两个命题 {\displaystyle p} 和 {\displaystyle q}，公式 {\displaystyle p\rightarrow q} 说 {\displaystyle p} 实质上蕴涵 {\displaystyle q}，而 {\displaystyle \Box (p\rightarrow q)} 说 {\displaystyle p} 严格蕴涵 {\displaystyle q}。严格条件是 Clarence Irving Lewis 尝试为充分的表达直陈条件而找出的条件。比如这种条件一般的要避免实质蕴涵悖论。比如下列陈述，没有被实质蕴涵正确的形式化。
如果 Bill Gates 是医科毕业生，则 Elvis 就不会死。
这个条件明显是假的：Bill Gates 的受教育程度和 Elvis 是否健在没有任何关系。但是，在经典逻辑中使用实质蕴涵的这个公式的直接的编码为：
Bill Gates 是医科毕业生 {\displaystyle \rightarrow } Elvis 不会死。
这个公式是真的，因为公式 {\displaystyle A\rightarrow B} 只要前件 {\displaystyle A} 为假就是真的。所以，这个公式不是原始句子的完全的翻译。严格条件是在模态逻辑中尝试不同编码的蕴涵编码：
{\displaystyle \Box }（Bill Gates 是医科毕业生 {\displaystyle \rightarrow } Elvis 不会死）
在模态逻辑中，这个公式（粗略的）意味着，“在 Bill Gates 是医科毕业生的所有可能的世界中，Elvis 都不会死”。因为你可以轻易的设想 Bill Gates 是医科毕业生而 Elvis 死了的一个世界，在其中这个公式是假的。所以，这个公式好像是原始句子的正确翻译。
尽管严格条件比实质条件更加接近于能够表达自然语言的条件，它也有自己的问题。下列句子不能正确的使用严格条件形式化：
如果 Bill Gates 是医科毕业生，则 2 + 2 = 4。
使用严格条件，这个句子被表达为：
{\displaystyle \Box }（Bill Gates 是医科毕业生 {\displaystyle \rightarrow } 2 + 2 = 4）在模态逻辑中，这个公式意味着，“在 Bill Gates 是医科毕业生的所有可能世界中，2 + 2 = 4 都是成立”。因为在所有的可能世界中 2 + 2 都等于 4，这个公式是真的。但这很明显的不是“2 + 2 = 4 ，如果 Bill Gates 是医科毕业生，相应的严格实质陈述是真”的情况。
为了避免严格蕴涵的悖论，一些逻辑学家建立了反事实条件。有人比如 Paul Grice，使用会话蕴涵来做争辩说，尽管看起来困难，实质蕴涵正好适合用做自然语言的 '如果...则...' 的翻译。其他人转变到相干逻辑上来提供在可证明条件的在前件和后件之间的连接。

## 引用
尝试找到条件的更好翻译的非经典逻辑的介绍请参见：
- An Introduction to Non-Classical Logics, by Graham Priest, 2001, Cambridge

本文涉及到一些问题所延伸的哲学讨论请参见下列二者：
- Logical Forms, by Mark Sainsbury，2001, Blackwell Publishers
- A Philosophical Guide to Conditionals, by Jonathan Bennett，2003, Oxford